# Anna-Maria Hallgarn
Anna-Maria Hallgarn, född 10 februari 1971 i Östersund, är en svensk sångerska, skådespelare och musikalartist. 

## Biografi
Anna-Maria Hallgarn framträder både på musikal- och teaterscener.
Anna-Maria Hallgarn spelade hösten 2005 huvudrollen i musikalen Kharmen, Göteborgs stadsteaters parafras av Georges Bizets Carmen, regisserad av Rikard Bergqvist. Don José/Josef spelades av Karl Dyall och Robin Stegmar och Mirja Burlin spelade Escamillio respektive Micaela.
Under 2011 spelade hon Jeanie i musikalen Hair på Stockholms stadsteater och 2012 rollen som Maria Magdalena mot Ola Salo i Jesus Christ Superstar på Göta Lejon. Hon har tidigare bland annat varit med i Björn Skifs show, i Chinarevyn, i Jekyll & Hyde på Östgötateatern och deltagit i Godspell och GG (en musikal om Greta Garbo och John Gilbert) på Stockholms stadsteater.

## Filmografi
- 2000 – Flykten från hönsgården - Mac (svensk röst)
- 2000 – Grinchen - julen är stulen - Rosa/fröken Vemlöv (svensk röst)
- 2002 – Klassfesten - grannen Lisa

## Teater

### Roller (ej komplett)
| År   | Roll                                                              | Produktion                                                                                  | Regi                | Teater                   |
| ---- | ----------------------------------------------------------------- | ------------------------------------------------------------------------------------------- | ------------------- | ------------------------ |
| 1996 | Mary Hawley                                                       | Maratondansen (They Shoot Horses, Don't They?) Horace McCoy                                 | Johan Huldt         | Parkteatern              |
| 2002 | P-vakten                                                          | Godspell Stephen Schwartz och John-Michael Trebelak                                         | Ronny Danielsson    | Parkteatern              |
| 2009 | Miss Adelaide                                                     | Guys and Dolls Frank Loesser, Joe Swerling och Abe Burrows                                  | Hans Berndtsson     | Göteborgsoperan          |
| 2011 | Jeanie                                                            | Hair Gerome Ragni, James Rado och Galt MacDermot                                            | Ronny Danielsson    | Stockholms stadsteater   |
| 2012 | Diana                                                             | Next to Normal Brian Yorkey och Tom Kitt                                                    | Victoria Brattström | Wasa Teater, Vasa        |
| 2013 | Carmencita Rockefeller                                            | Carmencita Rockefeller Rikard Bergqvist, Martin Östergren, Sara Jangfeldt och Mathias Venge | Rikard Bergqvist    | Helsingborgs stadsteater |
| 2016 |                                                                   | Murder Ballad Julia Jordan och Juliana Nash                                                 | Morgan Alling       | Teater Playhouse         |
| 2018 | Swing ensemble Louise, första understudy Molly, första understudy | Ghost Dave Stewart, Glen Ballard och Bruce Joel Rubin                                       | Anders Albien       | Chinateatern             |
| 2020 | Swing                                                             | Come From Away Irene Sankoff och David Hein                                                 | Markus Virta        | Östgötateatern           |
| 2021 | Lena                                                              | Kärlek skonar ingen Mirja Unge, Håkan Hellström och Björn Olsson                            | Victoria Brattström | Göteborgsoperan          |
| 2022 | Beverley Annette m.fl                                             | Come From Away Irene Sankoff och David Hein                                                 | Markus Virta        | Östgötateatern           |
| 2025 | Cynthia Murphy Heidi Hansen (Understudy)                          | Dear Evan Hansen Steven Levenson, Benj Pasek och Justin Paul                                | Markus Virta        | Intiman                  |